# Glaciar Arena
El glaciar Arena es un glaciar de seis kilómetros de largo, que fluye desde el noreste del monte Taylor hacia la bahía Esperanza, a cuatro kilómetros al suroeste de la punta Sheppard, en el extremo de la península Trinidad, Antártida.

## Historia y toponimia

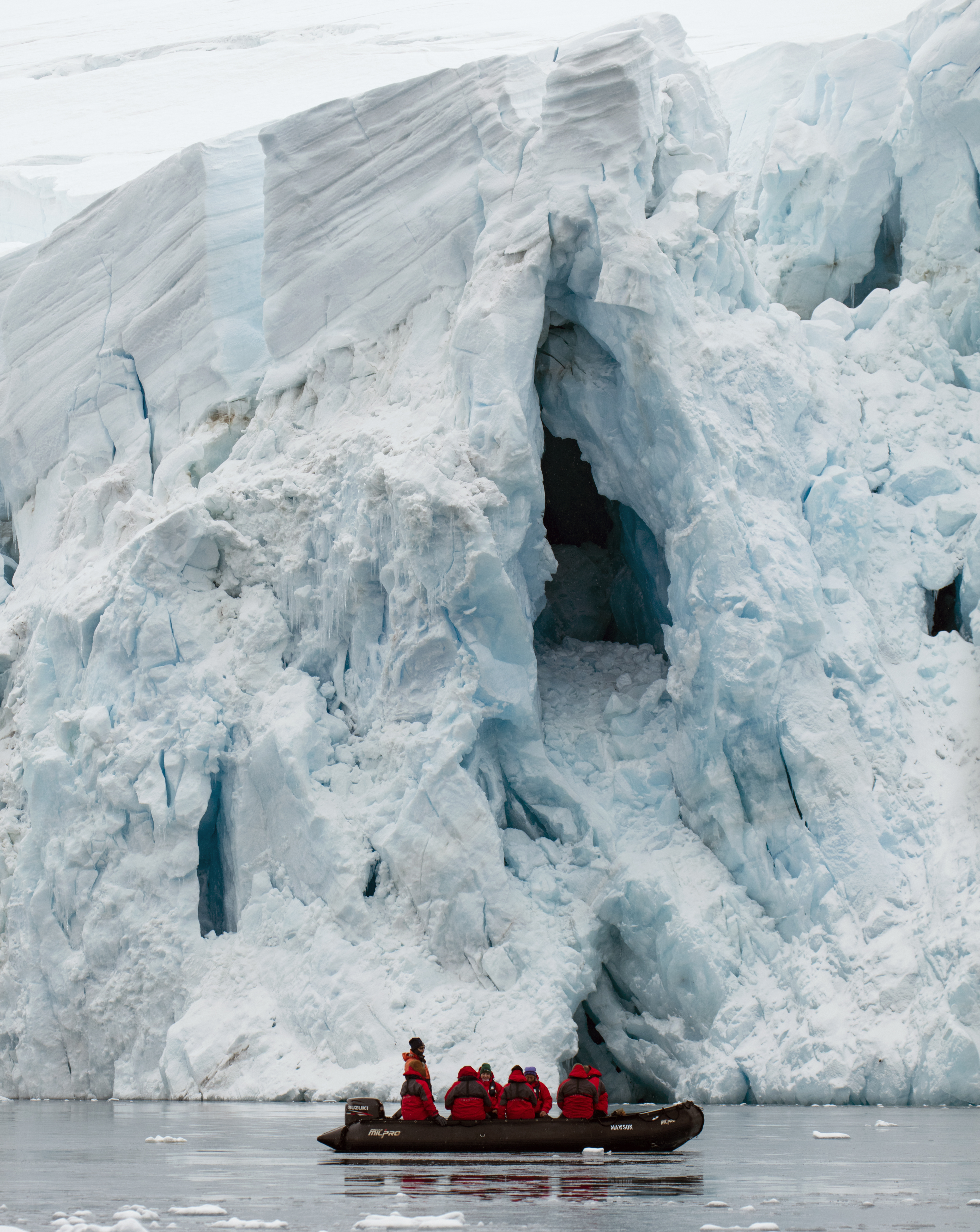
El glaciar en 2016.

Fue cartografiado en 1948 y 1955 por el British Antarctic Survey y fue llamado así porque la forma que tiene el hielo en la mitad superior del glaciar, rodeado por las empinadas laderas del cerro Cuerno (o Picos Gemelos), el monte Taylor y Blade Ridge, se asemeja a un estadio cubierto (en inglés «arena»).

## Reclamaciones territoriales
Argentina incluye al glaciar en el departamento Antártida Argentina dentro de la provincia de Tierra del Fuego, Antártida e Islas del Atlántico Sur; para Chile forma parte de la comuna Antártica de la provincia Antártica Chilena dentro de la Región de Magallanes y de la Antártica Chilena; y para el Reino Unido integra el Territorio Antártico Británico. Las tres reclamaciones están sujetas a los términos del Tratado Antártico.
Nomenclatura de los países reclamantes:
- Argentina: glaciar Arena[3]
- Chile: ¿?
- Reino Unido: Arena Glacier[4]

## Galería

Panorámica de la bahía Esperanza. Por la izquierda se observa el pico Pirámide y el glaciar Buenos Aires. En el centro, se destaca el monte Flora, el valle del glaciar Depósito y la base Esperanza. A la derecha aparecen el monte Taylor, el cerro Cuerno y el glaciar Arena.